# Heikki Liimatainen
Heikki Liimatainen (* 14. März 1894 in Karstula; † 24. Dezember 1980 in Porvoo) war ein finnischer Leichtathlet.
Heikki Liimatainen nahm bei den Olympischen Spielen 1920 in Antwerpen und 1924 in Paris jeweils am Geländelauf teil. 1920 belegte er Platz 3 und gewann damit die Bronzemedaille in der Einzelwertung sowie Gold in der Mannschaftswertung zusammen mit Paavo Nurmi und Teodor Koskenniemi. 1924 belegte er Platz 12 in der Einzelwertung und gewann Gold in der Mannschaftswertung zusammen mit Paavo Nurmi und Ville Ritola.
Das Rennen 1924, bei dem von 38 gestarteten Läufern nur 15 ins Ziel kamen, fand bei extremen Temperaturen (inoffizielle Quellen geben 45 °C und mehr an) statt. Es ist als Hitzeschlacht von Colombes in die Sportgeschichte eingegangen. Dank der Platzierungen von Nurmi (1.) und Ritola (2.) reichte Liimatainen das Ankommen im Ziel aus, um sein Mannschaftsgold von 1920 zu wiederholen.